# Mistrovství České republiky v orientačním běhu 1995
3. ročník Mistrovství České republiky v orientačním běhu proběhl v roce 1995 ve čtyřech individuálních a dvou týmových disciplínách.

## Nejúspěšnější závodníci
Pořadí závodníků podle získaných medailí (tzv. olympijského hodnocení) všech mistrovských kategorií (D16 – mladší dorostenky, D18 – starší dorostenky, D20 – juniorky, D21 – ženy, H16 – mladší dorostenci, H18 – starší dorostenci, H20 – junioři, H21 – muži) v individuálních disciplínách v roce 1995. Uvedeni jsou závodníci, kteří získali alespoň dvě medaile a zároveň alespoň jednu zlatou medaili.
| Medailové pořadí závodníků na MČR | Medailové pořadí závodníků na MČR | Medailové pořadí závodníků na MČR | Medailové pořadí závodníků na MČR | Medailové pořadí závodníků na MČR |
| Jméno                             | 1. místo                          | 2. místo                          | 3. místo                          | Celkem                            |
| --------------------------------- | --------------------------------- | --------------------------------- | --------------------------------- | --------------------------------- |
| Kateřina Pracná                   | 3                                 |                                   |                                   | 3                                 |
| Marcela Kubatková                 | 2                                 | 1                                 | 1                                 | 4                                 |
| Eva Juřeníková                    | 2                                 | 1                                 | 1                                 | 4                                 |
| Vladimír Lučan                    | 2                                 | 1                                 |                                   | 3                                 |
| Zdenka Stará                      | 2                                 |                                   | 1                                 | 3                                 |
| Kateřina Mikšová                  | 2                                 |                                   |                                   | 2                                 |
| Luboš Matějů                      | 1                                 | 1                                 | 1                                 | 3                                 |
| Jana Cieslarová                   | 1                                 | 1                                 |                                   | 2                                 |
| Michal Horáček                    | 1                                 | 1                                 |                                   | 2                                 |
| Tomáš Prokeš                      | 1                                 | 1                                 |                                   | 2                                 |
| Rudolf Ropek                      | 1                                 | 1                                 |                                   | 2                                 |
| Petr Losman                       | 1                                 |                                   | 1                                 | 2                                 |
| Jan Hovorka                       | 1                                 |                                   | 1                                 | 2                                 |
| Lenka Klimplová                   | 1                                 |                                   | 1                                 | 2                                 |
| Iveta Liberdová                   | 1                                 |                                   | 1                                 | 2                                 |
| Robert Heczko                     | 1                                 |                                   | 1                                 | 2                                 |
| Eduard Štěrbák                    | 1                                 |                                   | 1                                 | 2                                 |

## Mistrovství ČR na dlouhé trati
| Datum závodu   | 22. 4. 1995      |  | Místo konání    | Holešov - Žopy • aréna |  | Pořadatel       | KOB Směr Kroměříž |
| Ředitel závodu |                  |  | Hlavní rozhodčí |                        |  | Stavitelé tratí | Boris Dvorský     |
| Název mapy     | Lysina + Přílepy |  | Web závodu      |                        |  | Výsledky závodu |                   |

| Zkrácené výsledky             | Zkrácené výsledky       | Zkrácené výsledky       | Zkrácené výsledky       | Zkrácené výsledky       | Zkrácené výsledky | Zkrácené výsledky       | Zkrácené výsledky          | Zkrácené výsledky       | Zkrácené výsledky       |
| Pořadí                        | H21 – muži              | H21 – muži              | H21 – muži              | H21 – muži              | Pořadí            | D21 – ženy              | D21 – ženy                 | D21 – ženy              | D21 – ženy              |
| ----------------------------- | ----------------------- | ----------------------- | ----------------------- | ----------------------- | ----------------- | ----------------------- | -------------------------- | ----------------------- | ----------------------- |
| Zlatá medaile                 | Tomáš Prokeš            | Dukla Liberec           | 2:17:27                 |                         | Zlatá medaile     | Marcela Kubatková       | Slezská univerzita Ostrava | 1:44:08                 |                         |
| Stříbrná medaile              | Rudolf Ropek            | VSK Mendelu Brno        | 2:20:05                 | +2:38                   | Stříbrná medaile  | Jana Cieslarová         | Slezská univerzita Ostrava | 1:49:12                 | +5:04                   |
| Bronzová medaile              | Martin Sadílek          | SKOB Zlín               | 2:21:55                 | +4:28                   | Bronzová medaile  | Iveta Liberdová         | TJ TŽ Třinec               | 1:56:46                 | +12:38                  |
| 4                             | Tomáš Podmolík          | SKOB Zlín               | 2:26:27                 | +9:00                   | 4                 | Kristýna Šimůnková      | USK Praha                  | 1:57:39                 | +13:31                  |
| 5                             | Libor Zřídkaveselý      | Silicon Graphics Brno   | 2:29:51                 | +12:24                  | 5                 | Kateřina Šulcová        | SK OK 24 Praha             | 1:58:23                 | +14:15                  |
| 6                             | Karel Haas              | OK Lokomotiva Pardubice | 2:33:29                 | +16:02                  | 6                 | Věra Utinková           | OK Jiskra Nový Bor         | 2:00:18                 | +16:10                  |
| 7                             | Petr Bořánek            | Dukla Liberec           | 2:34:46                 | +17:19                  | 7                 | Ada Kuchařová           | Silicon Graphics Brno      | 2:02:29                 | +18:21                  |
| 8                             | Pavel Košárek           | VSK VŠB TU Ostrava      | 2:36:58                 | +19:31                  | 8                 | Pavla Sedlářová         | VSK VŠB TU Ostrava         | 2:06:41                 | +22:33                  |
| 9                             | Václav Zakouřil         | USK Praha               | 2:38:02                 | +20:35                  | 9                 | Martina Horáčková       | USK Praha                  | 2:07:57                 | +23:49                  |
| 10                            | Daniel Tomanek          | VSK VŠB TU Ostrava      | 2:38:30                 | +21:03                  | 10                | Radka Vyškovská         | SKOB Zlín                  | 2:08:38                 | +24:30                  |
| Pořadí                        | H20 – junioři           | H20 – junioři           | H20 – junioři           | H20 – junioři           | Pořadí            | D20 – juniorky          | D20 – juniorky             | D20 – juniorky          | D20 – juniorky          |
| Zlatá medaile                 | Eduard Štěrbák          | Silicon Graphics Brno   | 1:59:42                 |                         | Zlatá medaile     | Kateřina Pracná         | Silicon Graphics Brno      | 1:38:20                 |                         |
| Stříbrná medaile              | Luboš Matějů            | USK Praha               | 2:02:34                 | +2:52                   | Stříbrná medaile  | Lenka Čechová           | Silicon Graphics Brno      | 1:41:18                 | +2:58                   |
| Bronzová medaile              | Pavel Dittrich          | VSK VŠB TU Ostrava      | 2:05:22                 | +5:40                   | Bronzová medaile  | Hana Ryglová            | SKP Hradec Králové         | 1:42:23                 | +4:03                   |
| Pořadí                        | H18 – starší dorostenci | H18 – starší dorostenci | H18 – starší dorostenci | H18 – starší dorostenci | Pořadí            | D18 – starší dorostenky | D18 – starší dorostenky    | D18 – starší dorostenky | D18 – starší dorostenky |
| Zlatá medaile                 | Robert Heczko           | SKOB BETA Třinec        | 1:42:47                 |                         | Zlatá medaile     | Kateřina Mikšová        | SK Praga                   | 1:28:34                 |                         |
| Stříbrná medaile              | Vladimír Lučan          | Sportcentrum Jičín      | 1:46:13                 | +3:26                   | Stříbrná medaile  | Eva Juřeníková          | SKOB Ostrava               | 1:29:05                 | +0:31                   |
| Bronzová medaile              | Radovan Čech            | KOS TJ Tesla Brno       | 1:47:14                 | +4:27                   | Bronzová medaile  | Zdenka Stará            | TJ Baník Ostrava OKD       | 1:33:43                 | +5:09                   |
| << předchozí • následující >> |                         |                         |                         |                         |                   |                         |                            |                         |                         |

Souhrnné informace naleznete v článku Mistrovství České republiky v orientačním běhu na dlouhé trati.

## Mistrovství ČR na klasické trati
| Datum závodu   | 4. 8. 1995   |  | Místo konání    | Mezholezy • aréna |  | Pořadatel       | KOS Slavia Plzeň |
| Ředitel závodu | Ondřej Hašek |  | Hlavní rozhodčí |                   |  | Stavitelé tratí | Jiří Laciga      |
| Název mapy     | Sedmihoří    |  | Web závodu      |                   |  | Výsledky závodu |                  |

| Zkrácené výsledky             | Zkrácené výsledky       | Zkrácené výsledky                    | Zkrácené výsledky       | Zkrácené výsledky       | Zkrácené výsledky | Zkrácené výsledky       | Zkrácené výsledky          | Zkrácené výsledky       | Zkrácené výsledky       |
| Pořadí                        | H21 – muži              | H21 – muži                           | H21 – muži              | H21 – muži              | Pořadí            | D21 – ženy              | D21 – ženy                 | D21 – ženy              | D21 – ženy              |
| ----------------------------- | ----------------------- | ------------------------------------ | ----------------------- | ----------------------- | ----------------- | ----------------------- | -------------------------- | ----------------------- | ----------------------- |
| Zlatá medaile                 | Rudolf Ropek            | VSK Mendelu Brno                     | 1:37:05                 |                         | Zlatá medaile     | Jana Cieslarová         | Slezská univerzita Ostrava | 1:15:50                 |                         |
| Stříbrná medaile              | Tomáš Prokeš            | Dukla Liberec                        | 1:41:50                 | +4:45                   | Stříbrná medaile  | Marcela Kubatková       | Slezská univerzita Ostrava | 1:15:56                 | +0:06                   |
| Bronzová medaile              | Martin Sadílek          | SKOB Zlín                            | 1:43:21                 | +6:16                   | Bronzová medaile  | Kateřina Tichá          | OK Jiskra Nový Bor         | 1:16:33                 | +0:43                   |
| 4                             | Petr Utinek             | OK Jiskra Nový Bor                   | 1:43:38                 | +6:33                   | 4                 | Mária Honzová           | Slezská univerzita Ostrava | 1:18:19                 | +2:29                   |
| 5                             | Libor Zřídkaveselý      | Silicon Graphics Brno                | 1:44:54                 | +7:49                   | 5                 | Šárka Valášková         | USK Praha                  | 1:18:56                 | +3:06                   |
| 6                             | Kamil Arnošt            | USK Praha                            | 1:49:19                 | +12:14                  | 6                 | Petra Novotná           | SKP Hradec Králové         | 1:19:01                 | +3:11                   |
| 7                             | Petr Bořánek            | Dukla Liberec                        | 1:49:39                 | +12:34                  | 7                 | Hana Lejsková           | SK OK 24 Praha             | 1:19:59                 | +4:09                   |
| 8                             | Evžen Pekárek           | SKOB Zlín                            | 1:49:55                 | +12:50                  | 8                 | Iva Navrátilová         | SKP Hradec Králové         | 1:20:31                 | +4:41                   |
| 9                             | Tomáš Podmolík          | SKOB Zlín                            | 1:50:00                 | +12:55                  | 9                 | Iveta Liberdová         | TJ TŽ Třinec               | 1:20:41                 | +4:51                   |
| 10                            | Richard Klech           | VSK VŠB TU Ostrava                   | 1:51:01                 | +13:56                  | 10                | Eva Bártová             | SOOB Spartak Rychnov n.Kn. | 1:23:35                 | +7:45                   |
| Pořadí                        | H20 – junioři           | H20 – junioři                        | H20 – junioři           | H20 – junioři           | Pořadí            | D20 – juniorky          | D20 – juniorky             | D20 – juniorky          | D20 – juniorky          |
| Zlatá medaile                 | Tomáš Zakouřil          | USK Praha                            | 1:25:56                 |                         | Zlatá medaile     | Kateřina Pracná         | Silicon Graphics Brno      | 1:17:01                 |                         |
| Stříbrná medaile              | Roman Horyna            | SKOB Zlín                            | 1:26:39                 | +0:43                   | Stříbrná medaile  | Hana Ryglová            | SKP Hradec Králové         | 1:17:30                 | +0:29                   |
| Bronzová medaile              | Luboš Matějů            | USK Praha                            | 1:27:25                 | +1:29                   | Bronzová medaile  | Lenka Čechová           | Silicon Graphics Brno      | 1:19:37                 | +2:36                   |
| Pořadí                        | H18 – starší dorostenci | H18 – starší dorostenci              | H18 – starší dorostenci | H18 – starší dorostenci | Pořadí            | D18 – starší dorostenky | D18 – starší dorostenky    | D18 – starší dorostenky | D18 – starší dorostenky |
| Zlatá medaile                 | Vladimír Lučan          | Sportcentrum Jičín                   | 1:12:34                 |                         | Zlatá medaile     | Eva Juřeníková          | SKOB Ostrava               | 56:02                   |                         |
| Stříbrná medaile              | Michal Horáček          | OK Chrastava                         | 1:13:46                 | +1:12                   | Stříbrná medaile  | Pavla Fialová           | OK Jilemnice               | 59:48                   | +3:46                   |
| Bronzová medaile              | Robert Heczko           | SKOB BETA Třinec                     | 1:14:34                 | +2:00                   | Bronzová medaile  | Michaela Mahdalová      | OOB TJ Slovan Luhačovice   | 1:04:48                 | +8:46                   |
| Pořadí                        | H16 – mladší dorostenci | H16 – mladší dorostenci              | H16 – mladší dorostenci | H16 – mladší dorostenci | Pořadí            | D16 – mladší dorostenky | D16 – mladší dorostenky    | D16 – mladší dorostenky | D16 – mladší dorostenky |
| Zlatá medaile                 | Jaromír Švihovský       | OK Jiskra Nový Bor                   | 49:06                   |                         | Zlatá medaile     | Zdenka Stará            | TJ Baník Ostrava OKD       | 39:07                   |                         |
| Stříbrná medaile              | Lubomír Tomeček         | Sportovní klub ve Vrbně pod Pradědem | 50:38                   | +1:32                   | Stříbrná medaile  | Martina Schindlerová    | TJ Opava                   | 43:39                   | +4:32                   |
| Bronzová medaile              | Petr Losman             | SKP Hradec Králové                   | 54:25                   | +5:19                   | Bronzová medaile  | Lenka Klimplová         | OK Lokomotiva Pardubice    | 46:59                   | +7:52                   |
| << předchozí • následující >> |                         |                                      |                         |                         |                   |                         |                            |                         |                         |

Souhrnné informace naleznete v článku Mistrovství České republiky v orientačním běhu na klasické trati.

## Mistrovství ČR na krátké trati
| Datum závodu   | 5. 8. 1995   |  | Místo konání    | Zámek Kozel u Šťáhlav • aréna |  | Pořadatel       | KOS Slavia Plzeň |
| Ředitel závodu | Ondřej Hašek |  | Hlavní rozhodčí |                               |  | Stavitelé tratí | Ondřej Hašek     |
| Název mapy     | Lopata       |  | Web závodu      |                               |  | Výsledky závodu |                  |

| Zkrácené výsledky             | Zkrácené výsledky       | Zkrácené výsledky            | Zkrácené výsledky       | Zkrácené výsledky       | Zkrácené výsledky | Zkrácené výsledky       | Zkrácené výsledky          | Zkrácené výsledky       | Zkrácené výsledky       |
| Pořadí                        | H21 – muži              | H21 – muži                   | H21 – muži              | H21 – muži              | Pořadí            | D21 – ženy              | D21 – ženy                 | D21 – ženy              | D21 – ženy              |
| ----------------------------- | ----------------------- | ---------------------------- | ----------------------- | ----------------------- | ----------------- | ----------------------- | -------------------------- | ----------------------- | ----------------------- |
| Zlatá medaile                 | Pavel Košárek           | VSK VŠB TU Ostrava           | 30:36                   |                         | Zlatá medaile     | Marcela Kubatková       | Slezská univerzita Ostrava | 25:53                   |                         |
| Stříbrná medaile              | Petr Vavrys             | OOB TJ Slovan Luhačovice     | 30:45                   | +0:09                   | Stříbrná medaile  | Mária Honzová           | Slezská univerzita Ostrava | 27:15                   | +1:22                   |
| Bronzová medaile              | Aleš Drahoňovský        | OK Jiskra Nový Bor           | 31:44                   | +1:08                   | Bronzová medaile  | Hana Lejsková           | SK OK 24 Praha             | 27:43                   | +1:50                   |
| 4                             | Petr Utinek             | OK Jiskra Nový Bor           | 31:59                   | +1:23                   | 4                 | Jana Cieslarová         | Slezská univerzita Ostrava | 27:50                   | +1:57                   |
| 5                             | Robert Banach           | KOB ZPV Prostějov            | 32:11                   | +1:35                   | 5                 | Iveta Liberdová         | TJ TŽ Třinec               | 27:51                   | +1:58                   |
| 6                             | Tomáš Podmolík          | SKOB Zlín                    | 32:12                   | +1:36                   | 6                 | Veronika Slámová        | KOS TJ Tesla Brno          | 29:48                   | +3:55                   |
| 7                             | Zdeněk Zuzánek          | OOB TJ Tatran Jablonec n. N. | 32:39                   | +2:03                   | 7                 | Magda Svobodová         | USK Praha                  | 29:57                   | +4:04                   |
| 8                             | Richard Klech           | VSK VŠB TU Ostrava           | 32:52                   | +2:16                   | 8                 | Martina Horáčková       | USK Praha                  | 30:19                   | +4:26                   |
| 9                             | Michal Jedlička         | OK Slavia Hradec Králové     | 33:21                   | +2:45                   | 9                 | Ada Kuchařová           | Silicon Graphics Brno      | 30:25                   | +4:32                   |
| 10                            | Petr Dvořáček           | VSK Mendelu Brno             | 33:28                   | +2:52                   | 10                | Šárka Valášková         | USK Praha                  | 30:25                   | +4:32                   |
| Pořadí                        | H20 – junioři           | H20 – junioři                | H20 – junioři           | H20 – junioři           | Pořadí            | D20 – juniorky          | D20 – juniorky             | D20 – juniorky          | D20 – juniorky          |
| Zlatá medaile                 | Luboš Matějů            | USK Praha                    | 25:29                   |                         | Zlatá medaile     | Ewa Kozlowska           | KOB ZPV Prostějov          | 26:54                   |                         |
| Stříbrná medaile              | Richard Pleticha        | OOB TJ Elektrárny Kadaň      | 25:33                   | +0:04                   | Stříbrná medaile  | Lenka Čechová           | Silicon Graphics Brno      | 27:20                   | +0:26                   |
| Bronzová medaile              | Eduard Štěrbák          | Silicon Graphics Brno        | 26:27                   | +0:58                   | Bronzová medaile  | Kateřina Heczková       | SKOB BETA Třinec           | 28:43                   | +1:49                   |
| Pořadí                        | H18 – starší dorostenci | H18 – starší dorostenci      | H18 – starší dorostenci | H18 – starší dorostenci | Pořadí            | D18 – starší dorostenky | D18 – starší dorostenky    | D18 – starší dorostenky | D18 – starší dorostenky |
| Zlatá medaile                 | Vladimír Lučan          | Sportcentrum Jičín           | 18:31                   |                         | Zlatá medaile     | Eva Juřeníková          | SKOB Ostrava               | 20:48                   |                         |
| Stříbrná medaile              | Lukáš Přinda            | Slavia Liberec orienteering  | 19:16                   | +0:45                   | Stříbrná medaile  | Bohdana Térová          | OK Doksy                   | 21:23                   | +0:35                   |
| Bronzová medaile              | Ivo Habán               | KOS TJ Tesla Brno            | 19:40                   | +1:09                   | Bronzová medaile  | Pavla Fialová           | OK Jilemnice               | 21:36                   | +0:48                   |
| Pořadí                        | H16 – mladší dorostenci | H16 – mladší dorostenci      | H16 – mladší dorostenci | H16 – mladší dorostenci | Pořadí            | D16 – mladší dorostenky | D16 – mladší dorostenky    | D16 – mladší dorostenky | D16 – mladší dorostenky |
| Zlatá medaile                 | Petr Losman             | SKP Hradec Králové           | 20:15                   |                         | Zlatá medaile     | Zdenka Stará            | TJ Baník Ostrava OKD       | 18:34                   |                         |
| Stříbrná medaile              | Zbyněk Hora             | SK Praga                     | 20:21                   | +0:06                   | Stříbrná medaile  | Vendula Klechová        | SKOB Horní Benešov         | 19:50                   | +1:16                   |
| Bronzová medaile              | Jan Hovorka             | OK Lokomotiva Pardubice      | 20:40                   | +0:25                   | Bronzová medaile  | Radka Budínová          | TJ Baník Ostrava OKD       | 21:29                   | +2:55                   |
| << předchozí • následující >> |                         |                              |                         |                         |                   |                         |                            |                         |                         |

Souhrnné informace naleznete v článku Mistrovství České republiky v orientačním běhu na krátké trati.

## Mistrovství ČR štafet
| Datum závodu   | 16. 9. 1995  |  | Místo konání    | Ochoz u Brna • aréna |  | Pořadatel       | SK Žabovřesky Brno |
| Ředitel závodu | Jan Dittrich |  | Hlavní rozhodčí | Jiří Urválek         |  | Stavitelé tratí | Libor Adámek       |
| Název mapy     | Malý lesík   |  | Web závodu      |                      |  | Výsledky závodu |                    |

| Zkrácené výsledky             | Zkrácené výsledky                                                       | Zkrácené výsledky | Zkrácené výsledky | Zkrácené výsledky | Zkrácené výsledky                                                 | Zkrácené výsledky | Zkrácené výsledky | Zkrácené výsledky | Zkrácené výsledky |
| Pořadí                        | H21 – muži                                                              | H21 – muži        | H21 – muži        | Pořadí            | D21 – ženy                                                        | D21 – ženy        | D21 – ženy        |                   |                   |
| ----------------------------- | ----------------------------------------------------------------------- | ----------------- | ----------------- | ----------------- | ----------------------------------------------------------------- | ----------------- | ----------------- | ----------------- | ----------------- |
| Zlatá medaile                 | Dukla Liberec Vít Pospíšil Petr Bořánek Tomáš Prokeš                    | 2:25:20           |                   | Zlatá medaile     | SKP Hradec Králové Hana Ryglová Iva Navrátilová Petra Novotná     | 2:06:00           |                   |                   |                   |
| Stříbrná medaile              | VSK VŠB TU Ostrava Richard Klech Pavel Košárek Marek Janků              | 2:25:42           | +0:22             | Stříbrná medaile  | Silicon Graphics Brno Ada Kuchařová Lenka Čechová Kateřina Pracná | 2:07:42           | +1:42             |                   |                   |
| Bronzová medaile              | Silicon Graphics Brno Eduard Štěrbák Martin Štěpánek Libor Zřídkaveselý | 2:29:41           | +4:21             | Bronzová medaile  | USK Praha Martina Horáčková Marie Dvorská Šárka Valášková         | 2:09:24           | +3:24             |                   |                   |
| 4                             | OK Jiskra Nový Bor Tomáš Vácha Aleš Drahoňovský Petr Utinek             | 2:29:49           | +4:29             | 4                 | SKOB Zlín Eva Šichnárková Jana Hájová Dagmar Musilová             | 2:12:09           | +6:09             |                   |                   |
| 5                             | USK Praha Petr Kozák Luboš Matějů Václav Zakouřil                       | 2:31:14           | +5:54             | 5                 | KOS TJ Tesla Brno Hana Eksteinová Veronika Slámová Jana Galíková  | 2:12:54           | +6:54             |                   |                   |
| Pořadí                        | H18 – dorostenci                                                        | H18 – dorostenci  | H18 – dorostenci  | Pořadí            | D18 – dorostenky                                                  | D18 – dorostenky  | D18 – dorostenky  |                   |                   |
| Zlatá medaile                 | KOS TJ Tesla Brno Radovan Čech Ivo Habán Jan Skřička                    | 2:12:12           |                   | Zlatá medaile     | SK Praga Lenka Horová Daniela Dvořáková Kateřina Mikšová          | 1:51:25           |                   |                   |                   |
| Stříbrná medaile              | Sportcentrum Jičín Radek Ticháček Zdeněk Koťátko Vladimír Lučan         | 2:18:17           | +6:05             | Stříbrná medaile  | SKOB Zlín Ivana Slováčková Radka Šenkýřová Petra Šenkýřová        | 1:55:31           | +4:06             |                   |                   |
| Bronzová medaile              | TJ Opava David Knůra Petr Nycz Tomáš Holas                              | 2:18:40           | +6:28             | Bronzová medaile  | OK Jilemnice Barbora Chudíková Alena Tomečková Pavla Fialová      | 1:56:09           | +4:44             |                   |                   |
| << předchozí • následující >> |                                                                         |                   |                   |                   |                                                                   |                   |                   |                   |                   |

Souhrnné informace naleznete v článku Mistrovství České republiky v orientačním běhu štafet.

## Mistrovství ČR klubů a oblastních výběrů
| Datum závodu   | 17. 9. 1995 |  | Místo konání    | Ochoz u Brna • aréna |  | Pořadatel       | KOS TJ Tesla Brno  |
| Ředitel závodu | Radek Mach  |  | Hlavní rozhodčí | Jiří Urválek         |  | Stavitelé tratí | Vlastislav Šebesta |
| Název mapy     | Malý lesík  |  | Web závodu      |                      |  | Výsledky závodu |                    |

| Zkrácené výsledky             | Zkrácené výsledky | Zkrácené výsledky | Zkrácené výsledky | Zkrácené výsledky | Zkrácené výsledky | Zkrácené výsledky | Zkrácené výsledky | Zkrácené výsledky | Zkrácené výsledky |
| Pořadí                        | DH21 - dospělí | DH21 - dospělí    | DH21 - dospělí    | Pořadí            | DH18 - dorost | DH18 - dorost     | DH18 - dorost     |                   |                   |
| ----------------------------- | --- | ----------------- | ----------------- | ----------------- | --- | ----------------- | ----------------- | ----------------- | ----------------- |
| Zlatá medaile                 | Silicon Graphics Brno Eduard Štěrbák Ada Kuchařová Jiří Hlaváč Kateřina Pracná Martin Štěpánek Lenka Čechová Libor Zřídkaveselý | 5:15:05           |                   | Zlatá medaile     | Sportcentrum Jičín Mário Holík Renata Havrdová Zdeněk Koťátko Eva Mašínová Radek Ticháček Gabriela Savičová Vladimír Lučan | 4:58:00           |                   |                   |                   |
| Stříbrná medaile              | SK OK 24 Praha Luboš Semík Veronika Hlinková Martin Kondrát Kateřina Šulcová Tomáš Janovský Hana Lejsková Martin Tichovský      | 5:17:52           | +2:47             | Stříbrná medaile  | OK Jilemnice Jan Kolín Barbora Chudíková Martin Erlebach Alena Tomečková Vlastimil Polák Pavla Fialová Petr Junek          | 5:02:59           | +4:59             |                   |                   |
| Bronzová medaile              | USK Praha Petr Kozák Martina Horáčková Pavel Horák Marie Dvorská Tomáš Zakouřil Šárka Valášková Radek Novotný                   | 5:18:01           | +2:56             | Bronzová medaile  | SKP Hradec Králové Ondřej Silný Lenka Pavlíková Michal Tihon Andrea Žampová Petr Losman Zuzana Klapková Petr Pompach       | 5:04:25           | +6:25             |                   |                   |
| 4                             | SKP Hradec Králové Tomáš Kunart Hana Ryglová Pavel Háp Iva Navrátilová Jiří Strnad Petra Novotná Milan Novotný                  | 5:28:30           | +13:25            | 4                 | OK Lokomotiva Pardubice Pavel Nožička Eva Vlčovská Tomáš Udržal Zuzana Brožková Jan Hovorka Lenka Klimplová Libor Kříž     | 5:11:12           | +13:12            |                   |                   |
| 5                             | SKOB Zlín Jan Šidla Eva Šichnárková Evžen Pekárek Jana Hájová Tomáš Podmolík Dagmar Musilová Martin Sadílek                     | 5:30:05           | +15:00            | 5                 | SK Praga Ondřej Kotecký Lenka Horová Daniel Petřina Daniela Dvořáková Zbyněk Hora Kateřina Mikšová Michal Matějů           | 5:13:51           | +15:51            |                   |                   |
| << předchozí • následující >> | |                   |                   |                   | |                   |                   |                   |                   |

Souhrnné informace naleznete v článku Mistrovství České republiky v orientačním běhu klubů a oblastních výběrů.

## Mistrovství ČR v nočním OB
| Datum závodu   | 30. 9. 1995 |  | Místo konání    | Třebechovice pod Orebem • aréna |  | Pořadatel       | OOB VŠP Hradec Králové |
| Ředitel závodu |             |  | Hlavní rozhodčí |                                 |  | Stavitelé tratí | Jiří Strnad            |
| Název mapy     | Frkotův les |  | Web závodu      |                                 |  | Výsledky závodu |                        |

| Zkrácené výsledky             | Zkrácené výsledky       | Zkrácené výsledky               | Zkrácené výsledky       | Zkrácené výsledky       | Zkrácené výsledky | Zkrácené výsledky       | Zkrácené výsledky          | Zkrácené výsledky       | Zkrácené výsledky       |
| Pořadí                        | H21 – muži              | H21 – muži                      | H21 – muži              | H21 – muži              | Pořadí            | D21 – ženy              | D21 – ženy                 | D21 – ženy              | D21 – ženy              |
| ----------------------------- | ----------------------- | ------------------------------- | ----------------------- | ----------------------- | ----------------- | ----------------------- | -------------------------- | ----------------------- | ----------------------- |
| Zlatá medaile                 | Petr Henych             | OK Jilemnice                    | 1:06:03                 |                         | Zlatá medaile     | Iveta Liberdová         | TJ TŽ Třinec               | 52:39                   |                         |
| Stříbrná medaile              | Petr Vavrys             | OOB TJ Slovan Luhačovice        | 1:07:19                 | +1:16                   | Stříbrná medaile  | Mária Honzová           | Slezská univerzita Ostrava | 53:52                   | +1:13                   |
| Bronzová medaile              | Václav Zakouřil         | USK Praha                       | 1:08:40                 | +2:37                   | Bronzová medaile  | Marcela Kubatková       | Slezská univerzita Ostrava | 57:12                   | +4:33                   |
| 4                             | Jan Kučera              | USK Praha                       | 1:09:29                 | +3:26                   | 4                 | Hana Lejsková           | SK OK 24 Praha             | 1:06:01                 | +13:22                  |
| 5                             | Petr Bořánek            | Dukla Liberec                   | 1:11:18                 | +5:15                   | 5                 | Martina Horáčková       | USK Praha                  | 1:09:54                 | +17:15                  |
| 6                             | Libor Zřídkaveselý      | Silicon Graphics Brno           | 1:12:14                 | +6:11                   | 6                 | Marie Slováková         | OOB TJ Slovan Luhačovice   | 1:20:31                 | +27:52                  |
| 7                             | Luboš Semík             | SK OK 24 Praha                  | 1:12:46                 | +6:43                   | 7                 | Šárka Valášková         | USK Praha                  | 1:26:33                 | +33:54                  |
| 8                             | Jan Hasman              | VŠTJ Ekonom Praha               | 1:13:56                 | +7:53                   | 8                 | Jiřina Běhounová        | SKP Hradec Králové         | 1:26:38                 | +33:59                  |
| 9                             | Jan Boudný              | OK Jihlava                      | 1:15:18                 | +9:15                   | 9                 | Helena Matoušková       | USK Praha                  | 1:38:36                 | +45:57                  |
| 10                            | Martin Tichovský        | SK OK 24 Praha                  | 1:15:19                 | +9:16                   |                   |                         |                            |                         |                         |
| Pořadí                        | H20 – junioři           | H20 – junioři                   | H20 – junioři           | H20 – junioři           | Pořadí            | D20 – juniorky          | D20 – juniorky             | D20 – juniorky          | D20 – juniorky          |
| Zlatá medaile                 | Jiří Vondra             | VSK ČVUT Fakulta Stavební Praha | 1:05:44                 |                         | Zlatá medaile     | Kateřina Pracná         | Silicon Graphics Brno      | 53:23                   |                         |
| Stříbrná medaile              | Jan Hain                | Sportcentrum Jičín              | 1:06:36                 | +0:52                   | Stříbrná medaile  | Lenka Rázková           | VŠTJ Ekonom Praha          | 56:32                   | +3:09                   |
| Bronzová medaile              | Jan Urban               | KOB Start Blansko               | 1:08:20                 | +2:36                   | Bronzová medaile  | Erika Čepelková         | OK Lokomotiva Pardubice    | 1:04:36                 | +11:13                  |
| Pořadí                        | H18 – starší dorostenci | H18 – starší dorostenci         | H18 – starší dorostenci | H18 – starší dorostenci | Pořadí            | D18 – starší dorostenky | D18 – starší dorostenky    | D18 – starší dorostenky | D18 – starší dorostenky |
| Zlatá medaile                 | Michal Horáček          | OK Chrastava                    | 44:32                   |                         | Zlatá medaile     | Kateřina Mikšová        | SK Praga                   | 38:47                   |                         |
| Stříbrná medaile              | Vlastimil Polák         | OK Jilemnice                    | 47:31                   | +2:59                   | Stříbrná medaile  | Pavla Fialová           | OK Jilemnice               | 38:48                   | +0:01                   |
| Bronzová medaile              | Zdeněk Procházka        | Oddíl OB Kotlářka               | 50:28                   | +5:56                   | Bronzová medaile  | Eva Juřeníková          | SKOB Ostrava               | 40:57                   | +2:10                   |
| Pořadí                        | H16 – mladší dorostenci | H16 – mladší dorostenci         | H16 – mladší dorostenci | H16 – mladší dorostenci | Pořadí            | D16 – mladší dorostenky | D16 – mladší dorostenky    | D16 – mladší dorostenky | D16 – mladší dorostenky |
| Zlatá medaile                 | Jan Hovorka             | OK Lokomotiva Pardubice         | 37:14                   |                         | Zlatá medaile     | Lenka Klimplová         | OK Lokomotiva Pardubice    | 34:43                   |                         |
| Stříbrná medaile              | Karel Rozkošný          | SKOB Zlín                       | 45:26                   | +8:12                   | Stříbrná medaile  | Eva Mašínová            | Sportcentrum Jičín         | 36:50                   | +2:07                   |
| Bronzová medaile              | Tomáš Udržal            | OK Lokomotiva Pardubice         | 46:08                   | +8:54                   | Bronzová medaile  | Gabriela Savičová       | Sportcentrum Jičín         | 37:20                   | +2:37                   |
| << předchozí • následující >> |                         |                                 |                         |                         |                   |                         |                            |                         |                         |

Souhrnné informace naleznete v článku Mistrovství České republiky v nočním orientačním běhu.